# High Wycombe
High Wycombe (ofta enbart: Wycombe) är en stad i grevskapet Buckinghamshire i England. Staden ligger i kommunen Buckinghamshire, cirka 45 kilometer nordväst om centrala London och cirka 38 kilometer sydost om Oxford. Den ligger vid floden Wye, omgiven av Chiltern Hills. Tätortsdelen (built-up area sub division) High Wycombe hade 120 256 invånare vid folkräkningen år 2011. Staden nämndes i Domedagsboken (Domesday Book) år 1086, och kallades då Wicumbe.